# 拉奇內山
47°01′19″N 6°48′58″E / 47.02194°N 6.81611°E

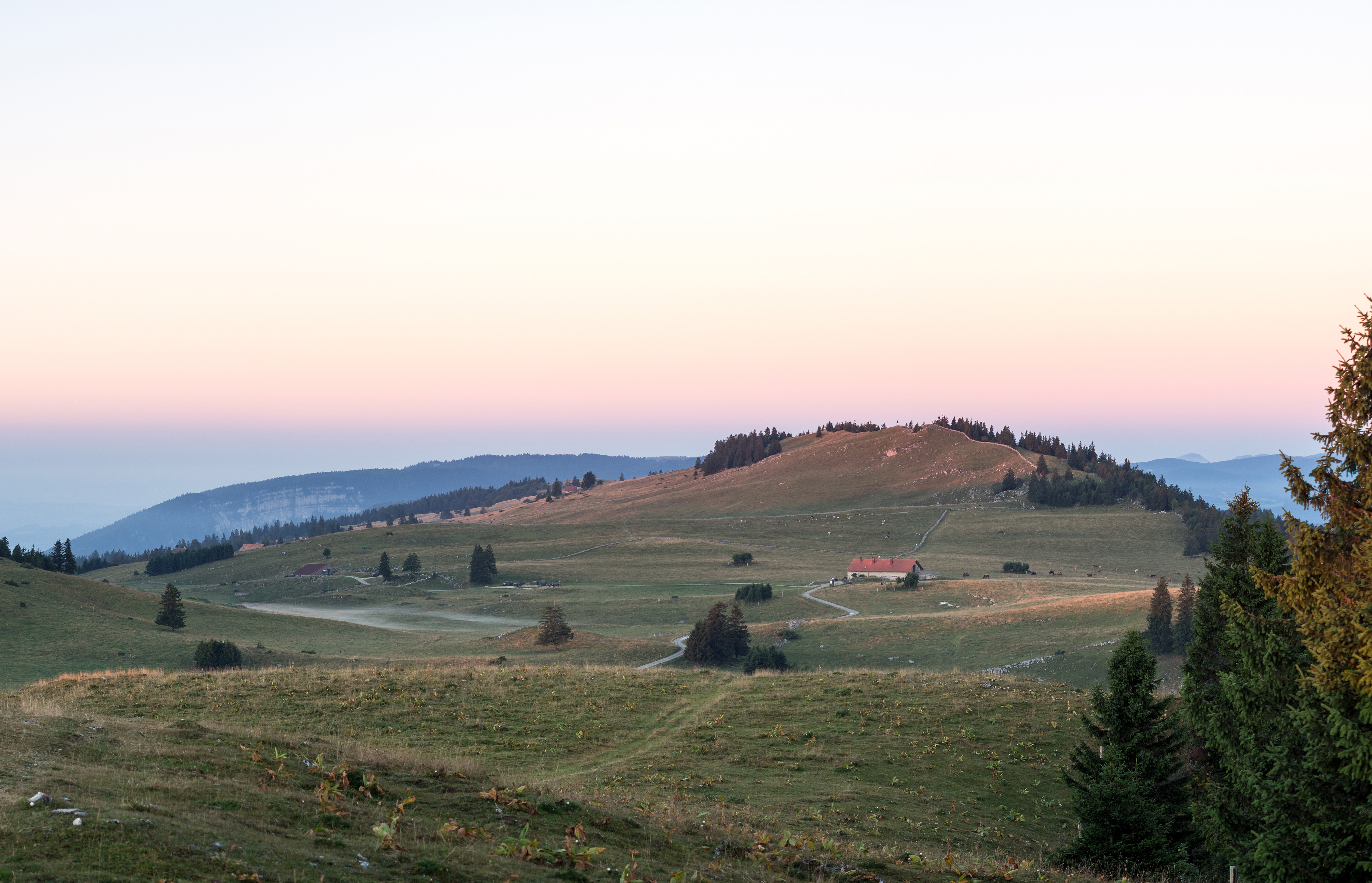

拉奇內山（Mont Racine），是瑞士的山峰，位於該國西部，由納沙泰爾州負責管轄，屬於汝拉山的一部分，海拔高度為1,439米，每年平均降雨量1,743毫米。